# Kerecsend, Heves
Kerecsend  este un sat în districtul Eger, județul Heves, Ungaria, având o populație de 2.311 locuitori (2011). 

## Demografie
Componența etnică a satului Kerecsend
     Maghiari (71,29%)
     Romi (26,85%)
     Germani (1,49%)
     Necunoscut (0,1%)
     Români (0,28%)
     Alții (0,1%)
Componența confesională a satului Kerecsend
     Romano-catolici (44,05%)
     Fără religie (26,35%)
     Reformați (2,25%)
     Necunoscută (27%)
     Atei (0,35%)
     Alte religii (8,09%)
Conform recensământului din 2011, satul Kerecsend avea 2.311 locuitori. Din punct de vedere etnic, majoritatea locuitorilor (71,29%) erau maghiari, existând și minorități de romi (26,85%) și germani (1,49%). Apartenența etnică nu este cunoscută în cazul a 0,1% din locuitori. Nu există o religie majoritară, locuitorii fiind romano-catolici (44,05%), persoane fără religie (26,35%) și reformați (2,25%). Pentru 27,0% din locuitori nu este cunoscută apartenența confesională.